# Miquel Company Martorell
Miquel Company Martorell   (Barcelona, 1931 - Barcelona, 2006) fou un regatista i dirigent esportiu va ser president de la Federació Catalana de Vela i de la Federació Espanyola de Vela.
Vinculat al Club Nàutic el Masnou i al Club Nàutic Vilassar de Mar, s'inicià a la navegació amb la classe Vaurien, de la qual fou secretari internacional. Fou president Federació Catalana de Vela entre 1969 i 1971, la seva bona tasca al capdavant de la Federació Catalana el va catapultar a la presidència de l'Espanyola, que va ocupar entre 1971 i 1984.també va ser vicepresident del Comitè Olímpic Espanyol. Avançat en el seu temps pels seus mètodes de gestió i de treball, el seu mandat es va caracteritzar per la renovació de la flota i la intenció d'atraure els joves cap al món de la vela, en especial cap a les classes olímpiques. Des d'aquest càrrec va lluitar per la internacionalització de la vela estatal creant l'Escola Nacional de Vela de Palamós amb els millors tècnics i les més grans promeses d'aquella època, de la qual, en col·laboració amb la Residència Joaquim Blume de Barcelona, van sorgir grans regatistes com José María Benavides, Toño Gorostegui o Alejandro Abascal, que van obtenir importants èxits a escala mundial. Va rebre, entre altres distincions, la medalla al Mèrit Esportiu de la Delegación Nacional de deportes i la de Forjadors de la Història Esportiva de Catalunya.